# Цинги

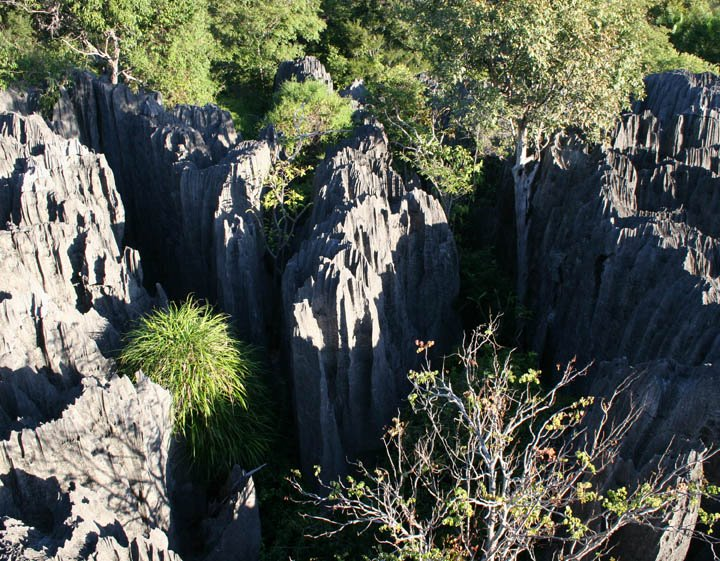
Скальные массивы «цинги» в заповеднике Цинги-де-Бемараха, Мадагаскар. Фото Игоря Сида.

Ци́нги (малаг. tsingy) — особый тип ландшафта, встречающийся в гористых местностях на Мадагаскаре: известняковые скальные образования, сплошь испещрённые вертикальными бороздами, создающими множество острых углов, и потому практически непреодолимые для человека без специального снаряжения. Труднодоступные для человека, массивы цинги представляют собой комфортную среду для обитания множества эндемичных видов мадагаскарской флоры и фауны. 

## Происхождение геологического феномена
Основное научное объяснение происхождению этих скал — выветривание карстовых пород; существуют и другие гипотезы — размывание в древности известняковых массивов дождевыми потоками во время предполагаемых периодов кислотных дождей, инициированных вулканическими извержениями, и др.

## Происхождение термина
Малагасийское слово tsingy, обозначающее как острые углы этих скал, так и сами скальные массивы целиком, может переводиться также как «игла». Предположительно, слово имеет звукоподражательное происхождение: считается, что именно так звенят эти каменные острия при ударе.

## Присутствие в мадагаскарской топонимике
Массивы цинги, образующие подобие вертикального «каменного леса», поражают воображение и привлекают большое внимание туристов, а потому охраняются на острове законодательно. Некоторые мадагаскарские заповедники включают термин «цинги» в своё название: Цинги-де-Бемараха, Цинги-де-Намурука. Кроме этих двух локаций (соответственно, запад и северо-запад Мадагаскара), цинги представлены в горном массиве Анкарана на севере острова.